# Borisław Michajłow
Borisław Biserow Michajłow (bułg. Борислав Бисеров Михайлов; ur. 12 lutego 1962 roku) – bułgarski piłkarz grający na pozycji bramkarza i działacz sportowy.

## Kariera klubowa
Jest wychowankiem Lewskiego Sofii, w którego barwach w bułgarskiej ekstraklasie zadebiutował w wieku dziewiętnastu lat. Przez kolejnych siedem sezonów był podstawowym graczem Lewskiego. Zdobył z nim trzy tytuły mistrza kraju oraz dotarł do ćwierćfinału Pucharu Zdobywców Pucharów. W 1985 roku jego kariera stanęła pod znakiem zapytania, gdyż Bułgarski Związek Piłki Nożnej nałożył na niego dożywotnią dyskwalifikację za udział w bijatyce w finale Pucharze Bułgarii. Kara została jednak uchylona z powodu zbliżających się mistrzostw świata.
W 1986 roku został – jako trzeci bramkarz w historii – wybrany na najlepszego piłkarza w Bułgarii.
Po upadku komunizmu wyjechał za granicę. Wysoką formę utrzymał w portugalskim CF Os Belenenses (gdzie trenerem był jego rodak Christo Mładenow) oraz we francuskim drugoligowcu FC Mulhouse. Po Mundialu 1994 niespodziewanie wrócił do Bułgarii, do Botewu Płowdiw, ale już w kolejnym sezonie został kupiony przez grający w Division 1 Reading F.C. W Anglii jednak najczęściej był rezerwowym dla Shaki Hislopa. Podobnie zresztą jak w kolejnym klubie, szwajcarskim FC Zürich, gdzie musiał zadowolić się rolą trzeciego bramkarza, po Ike'u Shorunmu i Marku Pascolo. W barwach FC Zürich w 1999 roku zakończył piłkarską karierę.

## Kariera reprezentacyjna

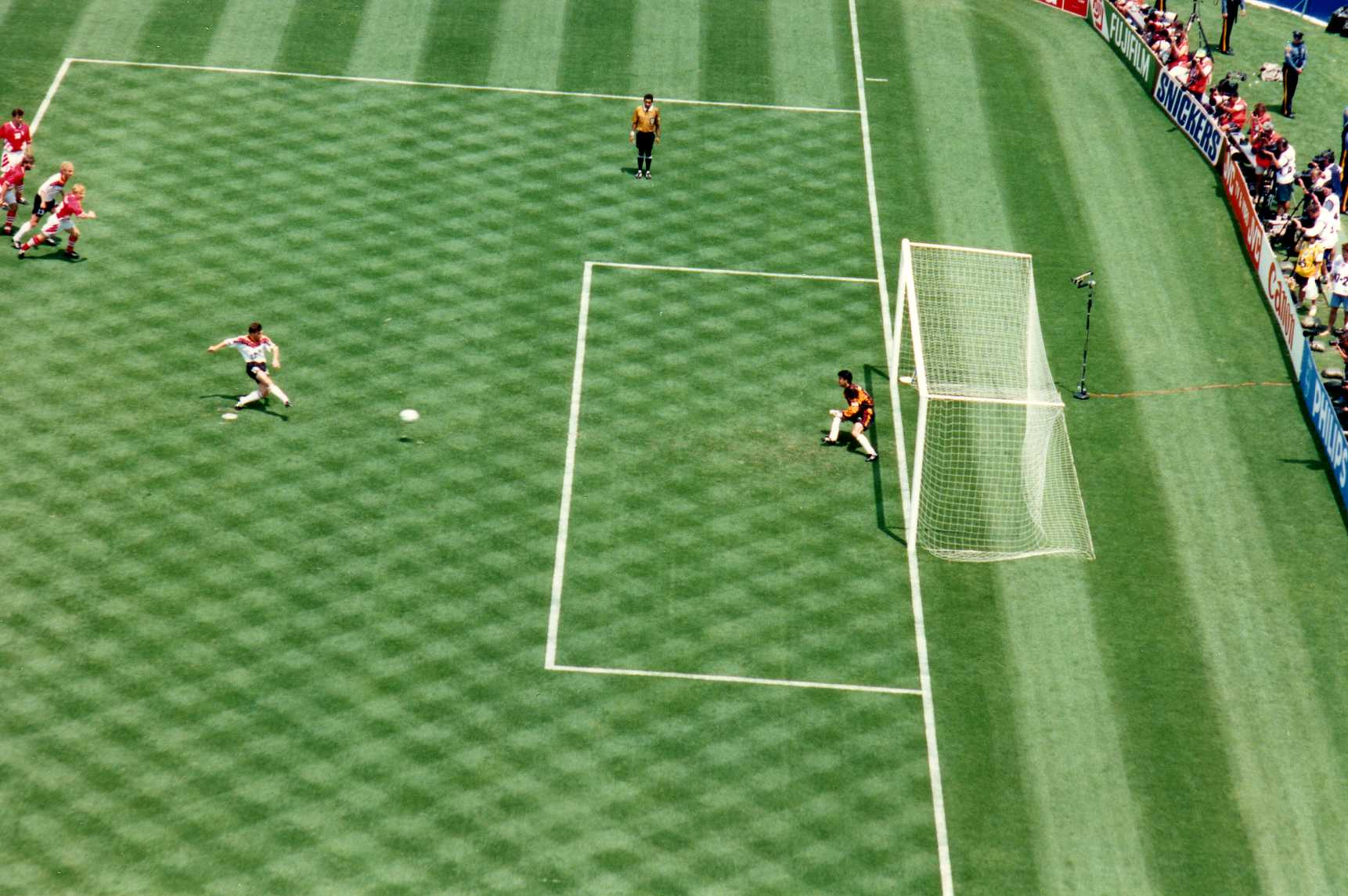
Lothar Matthäus strzela gola Michajłowowi z rzutu karnego, Mundial 1994. Obaj zawodnicy spotkali się jeszcze szesnaście lat później, kiedy Michajłow, jako prezes BFS, powołał Matthäusa na stanowisko selekcjonera Bułgarii.

W reprezentacji Bułgarii zadebiutował w 1983 roku. Początkowo rywalizował o miejsce w składzie z Iliją Wyłowem, ale na Mundialu 1986 selekcjoner Iwan Wucow wybrał 24-letniego bramkarza Lewskiego. Przez kolejne lata także grał w pierwszej jedenastce, mimo iż Bułgarzy przegrywali eliminacje. Stracił miejsce w kadrze tylko raz, na przełomie 1988 i 1989 roku, kiedy selekcjonerem po raz drugi został Wucow. Tym razem trener, skonfliktowany z Michajłowem, postawił na Wyłowa, ale po czterech porażkach z rzędu (0:1 z Grecją, 1:2 z Brazylią, 0:2 ze Szwajcarią i 0:2 ze Szwecją) pod naciskiem prasy i kibiców przywrócił pierwszego bramkarza.
Na kolejnych mistrzostwach – w 1994 roku – Bułgarzy doszli do półfinału, a Michajłow, który był kapitanem zespołu, został uznany za jednego z najlepszych bramkarzy turnieju. Zawiódł dopiero w meczu o 3. miejsce ze Szwecją, kiedy w pierwszej połowie przepuścił cztery gole i w przerwie został zmieniony przez Płamena Nikołowa. Dwa lata później grał w Euro 1996. Niedługo po tym turnieju, na początku 1997 roku, z powodu spadku formy, stracił miejsce w kadrze na rzecz Zdrawko Zdrawkowa. Na Mundial 1998 pojechał jako rezerwowy.
Łącznie w drużynie narodowej wystąpił 102 razy.

## Sukcesy piłkarskie
- mistrzostwo Bułgarii 1984, 1985 i 1988, Puchar Bułgarii 1982, 1984 i 1986 oraz ćwierćfinał Pucharu Zdobywców Pucharów w sezonie 1986–87 z Lewskim Sofia
- Piłkarz roku 1986 w Bułgarii.

W reprezentacji Bułgarii od 1983 do 1998 roku rozegrał 102 mecze (rekord Bułgarii) – start na Mundialach 1986 (1/8 finału) i 1994 (IV miejsce) oraz na Euro 1996 (runda grupowa).

## Kariera działacza
W latach 2001–2005 był wiceprezesem Bułgarskiego Związku Piłki Nożnej. W 2005 roku przejął od Iwana Sławkowa obowiązki prezesa.

## Życie prywatne
Pochodzi ze sportowej rodziny: jego ojciec Biser w latach 60. i 70. również był golkiperem Lewskiego Sofia. Zaś jego syn, Nikołaj, kontynuuje rodzinne tradycji i podobnie jak ojciec i dziadek grał w Lewskim na pozycji bramkarza. Żoną Borisława od 1998 roku jest Maria Petrowa, była gimnastyczka bułgarska.